# Додаков, Иван Акимович
Иван Акимович Додаков (21 января 1916 года, село Холопково, ныне село Перемога, Глуховский район, Сумская область, Украина — 14 мая 1994 года, Сумы, Украина) — советский государственный деятель. Герой Социалистического Труда.

## Биография
Иван Акимович Додаков родился 21 января 1916 года в селе Холопково, ныне село Перемога Глуховского района Сумской области.
Додаков работал учителем в Недригайловском районе Сумской области, затем — заведующим районным отделом народного образования.
Принимал участие в Великой Отечественной войны.
С окончанием войны Додаков находился на партийной работе в Сумской области, где возглавлял партийные организации Шалыгинского и Червоного районов.
С 1960 по 1980 годы работал первым секретарём Кролевецкого районного комитета КПУ.
В 1962 году Иван Акимович Додаков окончил с отличием Высшую партийную школу при ЦК КПСС.
Под руководством Додакова в Кролевецком районе были внедрены современные методы сельскохозяйственного производства, была проведена работа по благоустройству и переоснащению тракторных станов, мастерских, строились объекты производственного и культурно-бытового назначения. В Кролевце построены современные комбинат хлебопродуктов, завод силикатного кирпича, комбикормовый, консервный и завод продовольственных товаров. Были реконструированы арматурный и ремонтно-механический заводы, фабрика художественного ткачества. Также были построены производственные базы «Межколхозстроя», участка треста «Шостхимстрой», передвижной механизированной колонны № 206, треста «Сумыводстрой», межколхозного дорожно-ремонтного участка хлебоприемного предприятия.
Промышленность Кролевца к 20 ноября 1970 года досрочно выполнила план восьмой пятилетки, выпустив продукции на 125,8 миллионов рублей.
В Кролевецком районе были построены школы, дома культуры, комплексно-приёмные пункты бытового обслуживания, комплекс районной больницы на 200 мест с поликлиникой на 500 посетителей, участковые больницы, детские сады. В Кролевце построены новые жилые микрорайоны; в 1966 году был открыт широкоэкранный кинотеатр, а в 1972 году — дом культуры с залом на 600 мест.
Указом Президиума Верховного Совета СССР от 8 апреля 1971 года за успехи в развитии сельскохозяйственного производства и выполнение восьмого пятилетнего плана продажи государству продукции полеводства и животноводства первому секретарю Кролевецкого райкома Компартии Украины Ивану Акимовичу Додакову присвоено звание Героя Социалистического Труда с вручением ордена Ленина и медали «Серп и Молот».
Коллективы промышленных предприятий города 26 ноября 1975 года рапортовали о выполнении плана девятой пятилетки. Было произведено продукции на 167,9 миллионов рублей.
После выхода на пенсию Иван Акимович Додаков жил в городе Сумы (Украина). Умер 14 мая 1994 года. Похоронен на Лучанском кладбище в Сумах.

## Награды
- Медаль «Серп и Молот»;
- Орден Ленина;
- Орден Октябрьской Революции;
- Орден Трудового Красного Знамени;
- Орден Отечественной войны 1-й степени;
- Орден «Знак Почёта»;
- Медали;
- Почётная грамота Президиума Верховного Совета УССР.

## Память
В городе Кролевец на здании районной администрации установлена мемориальная доска.